# جهان

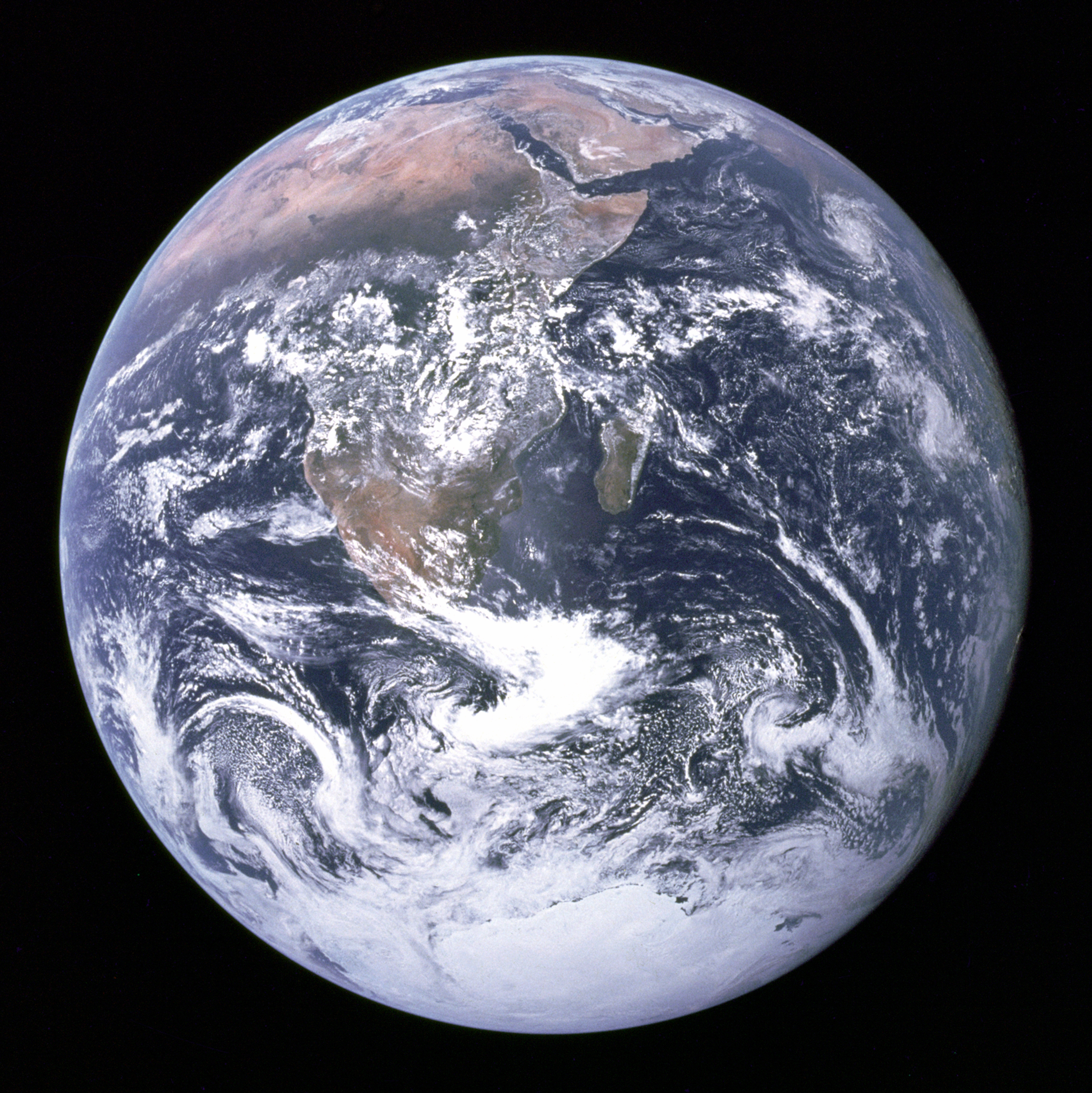
تیلهٔ آبی، تصویری از کره زمین که در ۱۶ آذر ۱۳۵۱ (۷ دسامبر ۱۹۷۲) در مأموریت آپولو ۱۷ از فاصله ۴۵٬۰۰۰ کیلومتری زمین و در مسیر کره ماه برداشته شد.

جَهان اشاره دارد به زمین و زندگی و تمدن انسانی روی آن. همچنین واژه جهان به نادرستی گاهی برای اشاره به کیهان (cosmos) و گیتی (universe) نیز به کار می‌رود.جهان برای انسان به عنوان زمین شناخته میشود.
از واژهٔ جهان برای اشاره به هر مجموعهٔ بزرگ نیز استفاده می‌شود. برای نمونه زبان جهانی، حکومت جهانی و جهان ادبیّات. از نظر ریشه، واژهٔ جهان دگرگون‌شدهٔ واژهٔ کیهان پهلوی است. واژه‌های کیهان و گیتی نیز از همان ریشه آمده‌اند. جمعیت جهان به جمعیت انسان‌ها اشاره دارد؛ به همین ترتیب، اقتصاد جهانی به اقتصادهای همه جوامع انسانی یا کشورها در کنار هم گفته می‌شود.
عمر جهان نیز برابر با ۰٫۱۷ ± ۱۳٫۷۵ میلیارد سال است.
ویرایش:بردیا اکبری

## جهان هستی

نقشه‌ای از زمین و تقسیمات سیاسی

جهان سازمانی به‌طور کامل پویا است. این جهان روزی آغاز شد. شاید با یک انبساط بزرگ ناگهانی ماده؛ و ممکن است روزی پایان یابد. در همین زمان (میان آغاز و پایان) با انبساط بیشتر جهان کهکشان‌ها از یکدیگر دورتر و دورتر می‌شوند. جهان با فعالیت و حرکت در حال بزرگ‌شدن است. ستارگان در تمام درازای زندگی‌شان منقبض، منبسط، و منفجر می‌شوند.
سیاره‌ها به دور ستاره‌ها در حال گردشند. کهکشان‌ها می‌چرخند و دنباله‌دارها و سیارک‌ها در منظومهٔ خورشیدی در حال حرکت بر روی مدار خود هستند. عناصر، اتم‌ها، مولکول‌ها و ذرات پیوسته بر یکدیگر اثر می‌گذارند و تغییر می‌کنند. موج‌های الکترومغناطیسی همه‌جا هستند (ما برای دیدن آن‌ها باید بیرون از محوطهٔ وجودی‌شان باشیم) ممکن است همهٔ جهان از مادهٔ تاریک ساخته شده باشد که ما در این مورد مطمئن نیستیم.
رایج‌ترین نظریه در مورد خلق جهان نظریهٔ مهبانگ یا انفجار بزرگ است. این نظریه عقیدهٔ بسیاری از دانشمندان به ویژه ادوین هابل اخترشناس مشهور قرن بیستم است. مهبانگ می‌گوید که جهان به‌وسیلهٔ یک موج سنگین انرژی و ماده ۱۰ تا ۲۰ میلیارد سال پیش به وجود آمده است. مهبانگ شکل‌گیری گازها و ذرات موجود در آسمان و هر چیز دیگری که در آن یافت می‌شود را نشان می‌دهد. این نظریه همچنین انبساط جهان در آینده را بیان می‌کند و نیز دور شدن همهٔ اجزای آسمان، کهکشان‌ها، ستارگان و سیاره‌ها و هر چه در آن است.
در نتیجهٔ انفجار نخستین واکنش سریع آغاز شد و ذرات بسیار کوچک تشکیل شدند (دانشمندان می‌گویند که انفجار بزرگ یک انفجار نبود بلکه یک موج عظیم بود) و بعد بلافاصله جز اتمی ذرات به‌وجود آمد (برای خلق پروتون و نوترون) هیدروژن و هلیوم نخستین اتم‌ها بودند. از تأثیر این دو عنصر اساسی بر یکدیگر همهٔ مواد به وجود آمدند.

## اندازهٔ جهان
مادهٔ قابل مشاهده در فضایی به وسعت حداقل ۹۳ میلیارد سال نوری گسترده شده است. احتمالاً بیش از ۱۰۰ میلیارد کهکشان وجود دارد که
کوچک‌ترین آن‌ها ده میلیون ستاره و بزرگ‌ترین آن‌ها هزار میلیارد ستاره دارد. قطر یک کهکشان نوعی ۳۰٬۰۰۰ سال نوری و فاصلهٔ نوعی دو کهکشان مجاور ۳ میلیون سال نوری است.